# Castrul roman de la Urlueni (1)
Castrul roman este situat pe teritoriul localității Urlueni, județul Argeș.